# Hendek
Hendek est une ville et un district de la province de Sakarya dans la région de Marmara en Turquie.